# (2358) Bahner
(2358) Bahner est un astéroïde de la ceinture principale découvert le 2 septembre 1929 par l'astronome allemand Karl Wilhelm Reinmuth. Le lieu de découverte est Heidelberg (024). Sa désignation provisoire était 1929 RE.
Sa distance minimale d'intersection de l'orbite terrestre est de 1,755010 ua.